# Belomitra climacella
Belomitra climacella es una especie de  molusco gasterópodo marino de la familia Belomitridae.

## Distribución
Esta especie marina se encuentra frente a Nueva Zelanda y frente a la isla de Oahu, en Hawaii. Se la encuentra hasta una profundidad de 642 m.